# Rheinsberg
Rheinsberg è una città di 7 971 abitanti del Brandeburgo, in Germania.
Appartiene al circondario dell'Ostprignitz-Ruppin.
Ospita l'omonima centrale nucleare.

## Società

### Evoluzione demografica
- Sviluppo della popolazione dal 1875 entro gli attuali confini (Linea Blu: Popolazione; Linea puntata: Confronto dello sviluppo della popolazione dello stato del Brandenburgo; Sfondo grigio: Ai tempi del governo nazista; Sfondo rosso: Al tempo del governo comunista)
- Sviluppo recente della popolazione (Linea blu) e previsioni

| Anno | Abitanti |
| ---- | -------- |
| 1875 | 7 461    |
| 1890 | 7 554    |
| 1910 | 8 015    |
| 1925 | 8 263    |
| 1939 | 9 063    |
| 1950 | 11 188   |
| 1964 | 10 391   |

| Anno | Abitanti |
| ---- | -------- |
| 1971 | 10 450   |
| 1981 | 9 635    |
| 1985 | 9 612    |
| 1990 | 9 700    |
| 1995 | 9 390    |
| 2000 | 9 374    |
| 2005 | 9 005    |

| Anno | Abitanti |
| ---- | -------- |
| 2010 | 8 466    |
| 2015 | 8 153    |
| 2016 | 8 161    |
| 2017 | 8 111    |
| 2018 | 8 015    |
| 2019 | 8 007    |
| 2020 | 7 948    |

Fonti dei dati sono nel dettaglio nelle Wikimedia Commons..

## Geografia antropica
Il territorio della città di Rheinsberg si divide in 17 frazioni (Ortsteil):
- Basdorf
- Braunsberg
- Dierberg
- Dorf Zechlin
- Flecken Zechlin (con le località Alt Lutterow, Neu Lutterow e Beckersmühle)
- Großzerlang (con le località Adamswalde e Kolonie)
- Heinrichsdorf (con le località Köpernitz, Heinrichsfelde, Neuköpernitz e Köpernitzer Mühle)
- Kagar
- Kleinzerlang (con la località Prebelow)
- Linow (con le località Möckern, Warenthin, Linowsee e Lotharhof)
- Luhme (con le località Repente e Heimland)
- Rheinsberg (con le località Charlottenau, Hohenelse, Wittwien, Beerenbusch, Paulshorst, Feldgrieben e Schlaborn)
- Schwanow
- Wallitz
- Zechlinerhütte (con la località Neumühl)
- Zechow (con la località Rheinshagen)
- Zühlen (con la località Uhlenberge)

## Amministrazione

### Gemellaggi
Rheinsberg è gemellata con:
- Ascheberg, dal 1991
- Fangasso, dal 1994
- Mariefred, dal 1994
- Huber Heights, dal 1995
- Toftlund, dal 1995